# Arthroleptella villiersi
Arthroleptella villiersi (tên tiếng Anh: De Villier's Moss Frog) là một loài ếch trong họ Petropedetidae. Chúng là loài đặc hữu của Nam Phi.
Các môi trường sống tự nhiên của chúng là thảm cây bụi kiểu Địa Trung Hải, sông, và các đồn điền.
Chúng hiện đang bị đe dọa vì mất môi trường sống.